# 俄羅斯入侵烏克蘭時間軸 (2023年12月)

俄羅斯入侵烏克蘭的動態地圖（參見可交互的俄烏戰爭詳細地圖）

本條目主要列出俄羅斯入侵烏克蘭從2023年12月起的過程。

## 12月1日
烏克蘭政府表示，截至01日上午9時，俄羅斯在過去24小時內，一共襲擊10個州，包括第聶伯羅彼得羅夫斯克州、哈爾科夫州、盧甘斯克州、扎波羅熱州、蘇梅州、切爾尼戈夫州、基洛夫格勒州、尼古拉耶夫州、赫爾松州和頓涅茨克州，至少造成4名平民死亡，16名平民受傷。烏克蘭空軍表示，俄羅斯軍隊發射至少2枚Kh-59導彈及25架無人機。且截至上午7時，乌空军已经擊落1枚Kh-59導彈及18架無人機。
烏克蘭武裝部隊總參謀部表示，自全面入侵以來，俄羅斯在烏克蘭損失330,040名士兵，過去一天俄羅斯部隊有1,280人傷亡，累計損失5,564輛坦克、10,372輛裝甲戰車、10,399輛汽車和油箱、7,931個火炮系統和5,976架無人機等。烏克蘭國家邊防局發言人表示，與正常情況相比，俄羅斯破壞組織越來越頻繁地試圖越過烏克蘭邊境進入哈爾科夫州。
烏克蘭傳媒引述安全部門消息報道，繼11月30日北穆亞隧道爆炸後，俄羅斯布里亞特共和國貝加爾—阿穆爾鐵路的一輛運載汽油的列車於喬爾托夫橋爆炸。該橋為北穆亞隧道的替代路線。消息亦指此次爆炸為烏克蘭國家安全局癱瘓貝加爾—阿穆爾鐵路的行動的第二階段。
烏克蘭總統澤連斯基接受美聯社採訪時表示，準備明年舉行總統選舉，但大多數烏克蘭人認為在戰時舉行投票是「危險和毫無意義的」，澤連斯基引用一項民意調查，該調查顯示62%的烏克蘭人認為選舉只有在戰爭結束後才應該舉行。另外，澤連斯基在訪問中承認夏季反攻未能獲取其期望成果。此外，澤連斯基表示，在烏克蘭南部地區反攻乏善可陳後，下令採取戰略轉機重點防衛。
俄罗斯总统普京簽署法令，將俄羅斯軍隊規模擴大17萬人，使其新增兵力達到132萬人。俄羅斯國防部表示，法令是對烏克蘭全面戰爭以及北約正在進行的擴張，所引致相關威脅增加的迴應。
非牟利智庫「戰爭研究所」表示，俄羅斯國防部部長紹伊古錯誤地將俄羅斯在烏克蘭的進攻行動定性為「積極防禦」，以「抑制對其軍隊實現目標的能力的期望」。
俄羅斯獨立媒體Mediazona與BBC新聞俄語根據公共來源，包括訃告、親屬、地區媒體和地方當局的報道，證實自2022年2月俄羅斯全面入侵烏克蘭以來，喪生的38,261名俄羅斯士兵名字，並明確表示，實際數字可能更高。
烏克蘭國防部長烏梅羅夫宣布，任命少將阿納托利·卡濟米爾丘克為烏克蘭醫療部隊司令部長。烏克蘭政府宣佈，任命尤里·米羅年科為國家特別通訊局的新負責人，
國家特別通訊局負責烏克蘭的國家網路安全。
烏克蘭國防部副部長表示，軍隊成功測試並建議使用烏克蘭製造的新電磁戰系統，以保護士兵免受雷達制導武器和無人機的傷害。
烏克蘭總檢察長辦公室表示，2名來自頓涅茨克州和盧甘斯克州的烏克蘭人，在俄羅斯佔領期間加入俄佔地區部隊，在烏克蘭反攻時被俘虜，涉嫌叛國罪被判處12年監禁，沒收全部財產。烏克蘭國家調查局表示，拘捕敖德薩州防空部隊一名排長，涉嫌非法出售部隊的柴油燃油，該名士兵出售分配給該單位的30公噸燃油中的20多公噸。
烏克蘭傳媒報道，在被擊落的俄羅斯無人機中被發現由烏克蘭移動運營商基輔之星發行的SIM卡。烏克蘭空軍發言人及後證實有關發現。
烏克蘭第一夫人歐倫娜·澤倫斯卡接受《經濟學家》訪問時表示，不希望丈夫澤連斯基再擔任一屆總統，認為需要在生活中找到新的東西。
德国政府表示，乌克兰交付四辆HX81拖拉机、八辆Zetros越野卡车、四辆其他车辆、15支HLR 338步枪、60,000发弹药、5个无人机探测系统、激光测距仪和4,000多枚155毫米口徑炮弹。
美國外國資產管制辦公室宣布，對涉嫌違反美國財政部對俄羅斯石油銷售價格上限的三個跨國實體實施新的製裁。
白俄罗斯红十字会会长德米特里·肖特蘇承认曾将俄罗斯占领区內的乌克兰儿童帶到白俄羅斯。不過白俄罗斯红十字会拒絕解除肖特苏的職務。红十字会与红新月会国际联合会決定暫停白俄罗斯红十字会的会员资格。

## 12月2日
烏克蘭空軍表示，截至上午7時，於第聶伯羅彼得羅夫斯克州與敖德薩州分別擊落1枚Kh-59導彈及10架無人機。
烏克蘭武裝部隊總參謀部表示，自全面入侵以來，俄羅斯在烏克蘭損失331,110名士兵，過去一天俄羅斯部隊有1,070人傷亡，累計損失5,571輛坦克、10,385輛裝甲戰車、10,410輛汽車和油箱、7,941個火炮系統和5,994架無人機等。烏克蘭軍事情報局表示，烏克蘭抵抗力量1日在俄佔扎波羅熱地區梅利託波爾，炸燬一個俄羅斯佔領軍用於為軍事裝備加油的加油站，摧毀多個軍事裝備，殺死多名俄羅斯軍事人員。
英國國防部表示，俄羅斯政府正在使用不同手段，試圖鎮壓由已部署的俄羅斯士兵的妻子，日益增長的反動員運動，當局試圖詆譭公開展示持不同政見者，如果動員士兵的家人同意不抗議，則為提供更多現金。
烏克蘭國家核能公司表示，俄佔扎波羅熱核電站在空襲警報期間與主線切斷，引發停電，期間被迫依賴柴油發電機，威脅核電站的安全。
德國聯邦國防軍中將安德烈亞斯·馬洛表示，第二組烏克蘭士兵由大約70名士兵和軍官組成，已完成德國愛國者防空系統的培訓，能夠獨立操作系統。德國軍火製造商萊茵金屬表示，計劃從2024年夏天開始在烏克蘭製造第一批裝甲車。
烏克蘭武裝部隊戰略通訊局確認，俄軍於頓涅茨克州阿夫迪伊夫卡附近斯捷波韋殺害兩名作為戰俘投降的烏克蘭士兵。
烏克蘭安全局表示已阻止烏克蘭前總統波羅申科前往匈牙利與總理歐爾班會面。烏克蘭安全局表示此次會面會被俄羅斯利用。

## 12月3日
烏克蘭當局表示，截至3日上午9時，俄羅斯在過去24小時內，一共襲擊10個州，包括第聶伯羅彼得羅夫斯克州、哈爾科夫州、盧甘斯克州、扎波羅熱州、蘇梅州、切爾尼戈夫州、赫梅利尼茨州、尼古拉耶夫州、赫爾松州和頓涅茨克州，至少造成3名平民受傷，100多個定居點遇襲。烏克蘭空軍表示，俄羅斯軍隊從克拉斯諾達爾邊疆區南部港口濱海阿赫塔爾斯克發射12架無人機，截至上午7時，於梅科萊夫州擊落其中10架，另外俄軍亦發射1枚Kh-59導彈，但未能擊中目標。 烏克蘭媒體表示，赫梅利尼茨基州凌晨錄得爆炸，赫梅利尼茨基州軍事管理局第一副局長表示，該州防空系統活躍。烏克蘭赫爾松州檢察官辦公室表示，俄羅斯軍隊對赫爾松發動猛烈炮擊，擊中1棟住宅樓和2間醫療機構，至少造成2名平民死亡，7名平民受傷。頓涅茨克州檢察官辦公室表示，俄羅斯對阿夫迪伊夫卡和康斯坦丁尼夫卡發動襲擊，至少造成1名平民死亡，2名平民受傷。
烏克蘭武裝部隊總參謀部表示，自全面入侵以來，俄羅斯在烏克蘭損失332,040名士兵，過去一天俄羅斯部隊有1,070人傷亡，累計損失5,575輛坦克、10,396輛裝甲戰車、10,432輛汽車和油箱、7,949個火炮系統和5,995架無人機等。烏克蘭軍方塔夫里亞作戰戰略小組指揮官表示，俄羅斯軍隊減少對烏克蘭的空襲次數，但加強對東南前線的步兵活動，過去一天雙方部隊在東南前線發生55起衝突，俄羅斯失去440名士兵和9件軍事裝備，約有10名俄羅斯士兵在該地區投降，俄羅斯戰鬥機在該地區的活動低，記錄五次空襲，成功擊退俄羅斯在阿夫迪伊夫卡前線的25次襲擊，馬林卡附近的11次襲擊，胡歷達爾和沙赫塔爾斯克方向3次襲擊，以及扎波羅熱方向的羅博季涅和韋爾博韋附近的12次襲擊。烏克蘭第一副國防部長表示，在過去一週，烏克蘭軍隊摧毀534個俄羅斯軍事裝備，包括62輛坦克、117輛裝甲運兵車、75個火炮系統、6個多管火箭系統和5個防空系統，以及令俄軍損失7,210名。
烏克蘭能源部表示，由於天氣惡劣，十幾個烏克蘭地區的500多個定居點停電，422多個定居點因俄羅斯襲擊和置干擾而停電，其中利沃夫州、捷爾諾波爾州、赫梅利尼茨基州和伊萬諾-弗蘭科夫斯克州報告的情況最嚴重，僅在利沃夫州，388個定居點的41,000戶家庭停電。
烏克蘭阿夫迪伊夫卡市軍事管理局局長維塔利·巴拉巴什接受烏克蘭媒體訪問時確認，於頓涅茨克州斯捷波韋殺害烏軍投降戰俘的俄軍士兵已在戰場陣亡。烏克蘭總檢察院宣佈對此事件展開刑事調查。
非牟利智庫「戰爭研究所」表示，俄羅斯正對被動員的俄羅斯士兵的親屬社交媒體進行審查，擔心他們的抗議活動可能會對普京競選2024年總統選舉產生負面影響。

## 12月4日
乌克兰当局表示，截至4日上午9時，俄羅斯在過去24小時內，一共襲擊10個州，包括第聶伯羅彼得羅夫斯克州、哈爾科夫州、盧甘斯克州、扎波羅熱州、蘇梅州、切爾尼戈夫州、赫梅利尼茨州、尼古拉耶夫州、赫爾松州和頓涅茨克州，至少造成3名平民死亡，11名平民受傷。烏克蘭空軍表示，俄羅斯軍隊從克里米亞發射23架無人機襲擊烏克蘭中部與西部，遠至外喀爾巴阡州。截至上午7時，9個州份的防空系統被啓動，其中18架無人機及1枚Kh-59導彈被擊落。部分無人機殘骸擊中赫爾松區與別里斯拉夫區民用設施，及梅科萊夫州巴什坦卡區一棟農業公司與供電綫。烏克蘭赫爾松州州長表示，上午11時俄軍對赫爾松市發動炮擊，擊中一間幼兒園，至少導致1名平民受傷。烏克蘭軍方表示，下午9時，俄軍無人機襲擊哈爾科夫州丘胡伊夫區及伊久姆區的基礎設施。烏克蘭空軍表示，下午11時，俄軍無人機襲擊梅科萊夫州、赫爾松州及敖德薩州。
烏克蘭武裝部隊總參謀部表示，自全面入侵以來，俄羅斯在烏克蘭損失332,810名士兵，過去一天俄羅斯部隊有770人傷亡，累計損失5,580輛坦克、10,401輛裝甲戰車、10,451輛汽車和油箱、7,961個火炮系統和6,017架無人機等。烏克蘭軍方塔夫里亞作戰戰略小組指揮官表示，據記錄證實在頓涅茨克州處決兩名烏克蘭戰俘的俄羅斯士兵已被殺害。烏克蘭沃羅涅日州州長證實，俄羅斯武裝部隊第14軍團副指揮官將軍弗拉基米爾·扎瓦德斯基於11月28日在烏克蘭被殺，是證實在烏克蘭遇害的第七名高階軍官。烏克蘭國家安全局表示，特工人員使用2架無人機摧毀俄佔盧甘斯克地區斯瓦託夫附近的俄羅斯彈藥和裝置倉庫。
俄羅斯緊急情況部表示，凌晨莫斯科北部一間汽車工廠發生大火。該工廠負責生產汽車零件、醫用系統及防火設備。俄佔盧甘斯克軍事指揮官辦公室表示，凌晨當地遭到烏克蘭無人機襲擊，導致一個油庫起火。
英國國防部表示，自俄羅斯全面入侵烏克蘭以來，估計有29萬至35萬人之間俄羅斯士兵喪生或受傷，約22萬至28萬人受傷，約7萬人死亡，國防部亦表示，莫斯科和基輔都沒有釋出有關部隊損失的公共資訊，但俄羅斯軍方不誠實的報告文化意味著俄羅斯官員自己可能對傷亡數字有「低水準的理解」。
烏克蘭國家安全局表示，拘留一名涉嫌於2022年12月31日協助俄羅斯對基輔發動大規模導彈襲擊的基輔居民，該名嫌疑人於2022年底經由第三國前往俄羅斯，並提出與俄羅斯情報機構合作，以換取得到俄羅斯公民身份。另外，國家安全局表示，拘留一名烏克蘭企業家，涉嫌試圖向俄羅斯出售被盜飛機部件。
美國白宮預算辦公室主任向國會發信表示，如果國會不採取行動，美國將在未來幾周內耗盡支援烏克蘭的資金，在國會迄今批准支援烏克蘭的1,110億美元中，國防部已將其623億美元預算的97%用於烏克蘭，國務院已將其收到的47億美元中的100%用於對烏克蘭的軍事援助。
烏克蘭總統辦公室表示，根據總統澤連斯基的指示，已經開始與歐盟進行關於未來對烏克蘭安全承諾的談判。
北約表示，烏克蘭國防部長烏梅羅夫到訪布魯塞爾，並會見北約秘書長斯托爾滕貝格，雙方討論冬季戰事，戰場事態發展，緊迫軍事需求以及烏克蘭的改革。
保加利亚总统拒絕向乌克兰捐赠100辆多余装甲运兵车，並要求國會就此重新審議。

## 12月5日

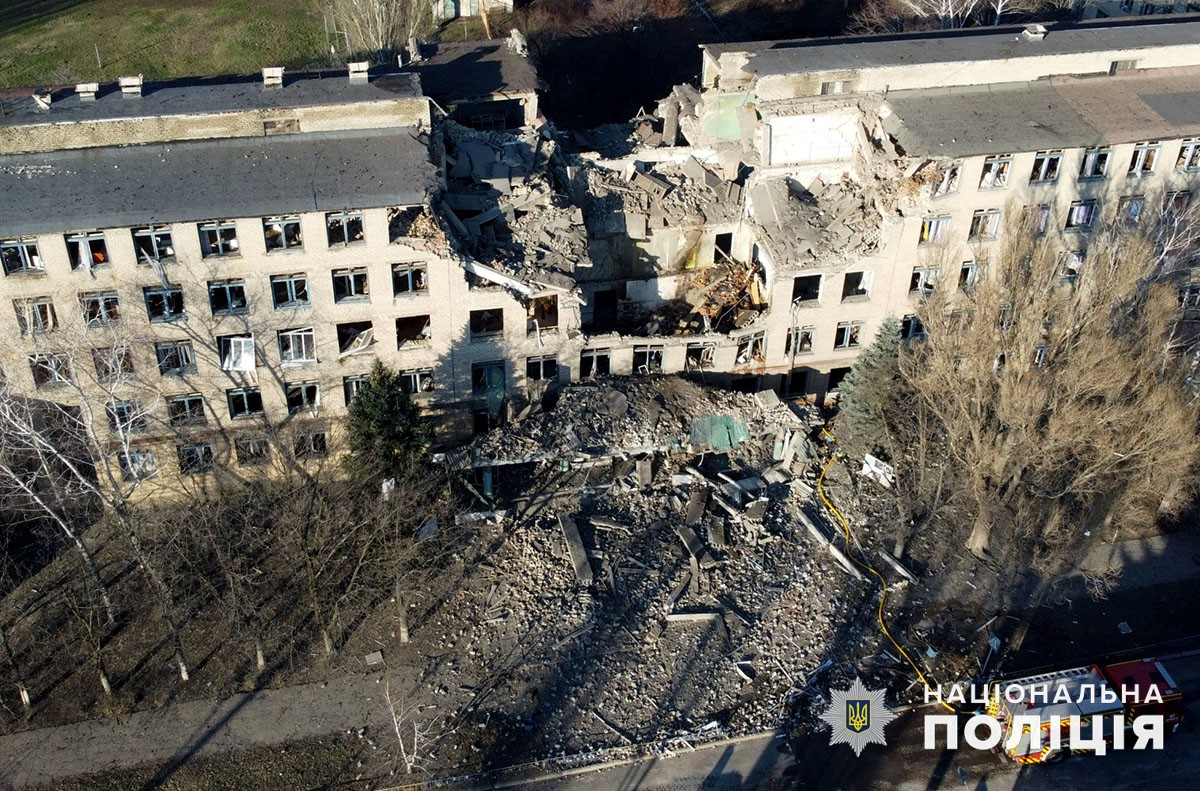
俄軍晚上使用4枚S-300導彈襲擊烏克蘭頓涅茨克州塞利多夫理工學院

烏克蘭當局表示，截至5日上午9時，俄羅斯在過去24小時內，一共襲擊10個州，包括第聶伯羅彼得羅夫斯克州、哈爾科夫州、盧甘斯克州、扎波羅熱州、蘇梅州、切爾尼戈夫州、利沃夫州、尼古拉耶夫州、赫爾松州和頓涅茨克州，至少造成1名平民死亡，9名平民受傷。烏克蘭空軍表示，俄羅斯軍隊從庫爾斯克州和克拉斯諾達爾邊疆區普里莫爾斯科-阿赫塔爾斯克發射17架無人機，防空部隊擊落其中10架，另外俄羅斯軍隊亦發射6枚S-300導彈，襲擊頓涅茨克和赫爾松州的平民區。烏克蘭南方行動司令部表示，10架無人機中，有2架在尼古拉耶夫州上空擊落，另外2架在赫爾松州和溫尼察州上空擊落。烏克蘭赫爾松州長表示，上午俄羅斯對赫爾松發動襲擊，至少造成2名平民死亡，4名平民受傷。頓涅茨克州檢察官辦公室表示，俄羅斯軍隊襲擊前線小鎮，1名平民在接受人道主義援助時遭到襲擊而喪生，5名平民受傷。哈爾科夫州官員表示，俄羅斯軍隊炮擊距離邊境緊2公里的科扎恰洛帕尼，摧毀一家診所，導致當地電力和訊號中斷，沒有人員傷亡。
烏克蘭武裝部隊總參謀部表示，自全面入侵以來，俄羅斯在烏克蘭損失333,840名士兵，過去一天俄羅斯部隊有1,030人傷亡，累計損失5,587輛坦克、10,416輛裝甲戰車、10,483輛汽車和油箱、7,987個火炮系統和6,032架無人機等。烏克蘭空軍表示，下午6時於蛇島附近空域成功使用防空導彈擊落一架俄軍蘇-24M戰機。
俄羅斯國防部表示，防空部隊上午6點左右在克里米亞半島上空擊落35架烏克蘭無人機，其中13架無人機在亞速海水域上空被攔截，期間克里米亞大橋短暫暫停通行。
英國國防部表示，俄羅斯軍隊正在頓涅茨克州馬林卡廢墟中「緩慢推進」，現在「可能」已經控制大部分地區，即，而烏克蘭軍隊則仍然控制著該鎮西部邊緣的大片領土，俄羅斯奪取馬林卡的努力是專注於頓涅茨克州的秋季攻勢的一部分，馬林卡現已「全面摧毀」。
俄羅斯外交部長拉夫羅夫會見伊朗外交部長時表示，莫斯科和德黑蘭已簽署一項關於聯合打擊西方對兩國政權在對烏克蘭戰爭中的制裁宣言。
尼泊爾《加德滿都郵報》報道，尼泊爾政府敦促俄羅斯政府停止招募尼泊爾公民加入俄羅斯軍隊，報道指迄今為止，尼泊爾政府已證實至少有6名在俄羅斯軍隊服役的尼泊爾國民死於烏克蘭，1人被俘。尼泊爾駐莫斯科大使則表示，多達200名尼泊爾國民在俄羅斯軍隊服役。
卡達外交部宣佈，在卡達調解談判後，俄羅斯允許6名烏克蘭兒童返回烏克蘭的家人身邊。
美國參議院多數黨領袖民主黨籍參議員查克·舒默表示，烏克蘭總統澤連斯基突然取消原定於基輔時間下午10點（美國東部時間下午3點）與美國參議員的網上講話。美國財政部長耶倫表示，如果國會不通過614億美元的軍事援助計劃，美國國會將需要對烏克蘭的失敗負責。
荷蘭外長漢克·布魯因斯·斯洛特（Hanke Bruins Slot）訪問烏克蘭，並與澤連斯基討論黑海糧食走廊、前綫戰況及武器軍援等。荷蘭同時宣佈將撥款800萬歐羅，資助烏克蘭重建已光復領土及調查俄方戰爭罪行。
美国对白俄罗斯红十字会负责人吉米特里·肖特苏和比利时商人汉斯·马利亚·德吉特雷（Hans De Geetere） 实施制裁，前者涉嫌將俄罗斯占领区的乌克兰儿童綁架至白俄羅斯，后者涉嫌为俄罗斯采购具有军事用途的电子产品。

## 12月6日
烏克蘭當局表示，截至6日上午9時，俄羅斯在過去24小時內，一共襲擊9個州，包括第聶伯羅彼得羅夫斯克州、哈爾科夫州、扎波羅熱州、蘇梅州、切爾卡瑟州、基洛夫格勒州、梅科萊夫州、赫爾松州和頓涅茨克州，至少造成4名平民死亡，15名平民受傷。烏克蘭空軍表示，俄羅斯軍隊從庫爾斯克州和克里米亞發射48架無人機。截至上午7時，防空部隊擊落其中41架。烏克蘭東部空軍司令部表示，晚上防空部隊在第聶伯羅彼得羅夫斯克州上空擊落一枚導彈。烏克蘭國家電網表示，俄羅斯軍隊對東部其中一個州的一家火力發電廠進行3次夜間襲擊，發電廠仍然維持運作。蘇梅州軍事管理局表示，俄羅斯軍隊炮擊蘇梅州9個村落，至少造成2名平民受傷。
烏克蘭武裝部隊總參謀部表示，自全面入侵以來，俄羅斯在烏克蘭損失335,110名士兵，過去一天俄羅斯部隊有1,270人傷亡，累計損失5,600輛坦克、10,456輛裝甲戰車、10,532輛汽車和油箱、8,024個火炮系統和6,083架無人機等。
非牟利智庫「戰爭研究所」表示，俄羅斯軍隊在被圍困的頓涅茨克州城鎮阿夫迪伊夫卡東南部的工業區有「小幅度推進」。
俄羅斯總統普京先後到訪阿拉伯聯合大公國和沙特阿拉伯，是自俄羅斯入侵烏克蘭以來首次訪問中東地區，分別與兩個領導人會面，並討論雙邊關係和國際問題。
俄羅斯和烏克蘭傳媒分別報道，在2022年俄羅斯全面入侵烏克蘭時逃往俄羅斯，同年3月遭烏克蘭國會剝奪議員資格，11月在缺席審訊下遭烏克蘭法院判處叛國罪成的前烏克蘭國會議員伊利亞·基瓦，被發現在俄羅斯莫斯科州被殺。其中，烏克蘭傳媒報道，基瓦之死是烏克蘭國家安全局所為。
俄羅斯和烏克蘭傳媒分別報道，俄佔盧甘斯克人民委員會成員奧列·波波夫所駕駛的汽車發生爆炸。俄羅斯報道，波波夫在事件中受傷，其後證實死亡。烏克蘭傳媒則報道，波波夫之死是烏克蘭國家安全局所為。
烏克蘭總檢察長辦公室表示，一名居住在莫斯科的俄羅斯中尉，涉嫌在2023年6月於哈爾科夫州伊茲姆射殺一對烏克蘭平民夫婦，在缺席審訊下被判處15年監禁。另外，總檢察長辦公室表示，一名來自俄佔盧甘斯克的烏克蘭男子，涉嫌自願加入俄羅斯軍隊，並參與作戰，於2023年5月下旬在比洛霍裡夫卡附近被俘，遭烏克蘭法院判處12年監禁，沒收全部財產和禁止出任司法或執法機構職位。
尼泊爾警方於加德滿都，拘捕十名涉嫌招募該國公民加入俄羅斯軍隊的人士。加德滿都地區警察局長Bhupendra Khatri表示，該十名人士向被招募者收取高達九千美元，以申請簽證及經阿聯酋前往俄羅斯，並指控他們進行人口販運。
英国政府以支持俄羅斯入侵烏克蘭為由宣布对来自不同国家的个人和实体实施46项新制裁。
烏克蘭最高拉達主席魯斯蘭·斯特凡丘克、總統辦公室主任安德烈·葉爾馬克和國防部長魯斯捷姆·烏梅羅夫與美國總統國家安全事務助理積·沙利文於美國首都華盛頓會面，舉行美烏國防工業基地會議，旨在加強雙方國防公司間的合作及增加武器產量。葉爾馬克表示，雙方討論了前線局勢、軍隊所需以及烏克蘭勝利的重要性。同日，烏方代表團亦與美國防長奧斯丁會面。美国国防部和国务院同時宣布美国将向乌克兰提供价值1.75亿美元的一揽子军事援助。一项援助乌克兰、以色列和台湾的拨款法案未能獲得美国参议院通過，所有共和党人都投了反对票。
七国集团宣布将从2024年起禁止进口俄罗斯钻石。

## 12月7日
烏克蘭當局表示，截至7日上午9時，俄羅斯在過去24小時內，一共襲擊11個州，包括第聶伯羅彼得羅夫斯克州、哈爾科夫州、盧甘斯克州、扎波羅熱州、蘇梅州、赫梅利尼茨基州、切爾尼戈夫州、敖德薩州、尼古拉耶夫州、赫爾松州和頓涅茨克州，至少造成1名平民死亡，8名平民受傷。烏克蘭空軍表示，俄羅斯軍隊從克里米亞發射18架無人機，主要襲擊赫梅利尼茨州及敖德薩州。截至上午7時，防空部隊擊落其中15架。烏克蘭能源部表示，由於前線附近地區的敵對行動和電力網路技術問題，導致烏克蘭各地408個定居點停電。赫爾松州政府表示，俄羅斯對赫爾松州發動襲擊，至少造成3名平民受傷，並導致赫爾松市一家工廠的氨出現洩漏。
烏克蘭武裝部隊總參謀部表示，自全面入侵以來，俄羅斯在烏克蘭損失336,230名士兵，過去一天俄羅斯部隊有1,120人傷亡，累計損失5,618輛坦克、10,482輛裝甲戰車、10,561輛汽車和油箱、8,045個火炮系統和6,116架無人機等。
俄佔赫爾松地區新卡霍夫卡當局宣佈，將於12月13日前對當地居民進行「自願疏散」，主要原因是新卡霍夫卡部分定居點位於第聶伯羅河東岸15公里戰鬥區內。
俄羅斯聯邦安全局表示，拘留一名白俄羅斯國民，涉嫌參與上周由烏克蘭策劃，針對俄羅斯遠東布里亞特共和國一條關鍵鐵路的襲擊。另有两人因被指控纵火、替乌克兰从事间谍活动以及向乌克兰军方汇款而被捕。
烏克蘭總統澤連斯基宣布執行國家安全和國防委員會決定，制裁300多名與俄羅斯相關的個人和企業，其中包括車臣部隊指揮官。
烏克蘭蘇梅州州長表示，由於俄羅斯軍隊不斷的跨境襲擊，蘇梅州約有18個邊境定居點的居民全部撤離。烏克蘭衛生部表示，在全面戰爭開始以來，俄羅斯損壞1,474個醫療設施，當中847個烏克蘭已經修復。
烏克蘭據總檢察長辦公室表示，一名俄羅斯士兵涉嫌於2022年3月在切爾尼戈夫附近綁架一名15歲烏克蘭男孩作為人質扣留4天，試圖強迫其母親，透露烏克蘭軍隊位置，被切爾尼戈夫州法院判處12年監禁。

## 12月8日
烏克蘭當局表示，俄羅斯在7日夜間至8日上午對烏克蘭發動大規模導彈襲擊，總共發射19枚Kh-101/555巡航導彈，其中14枚在基輔和第聶伯羅彼得羅夫斯克州上空被擊落，至少造成1名平民死亡，10名平民受傷，其中在第聶伯羅彼得羅夫斯克州巴甫洛夫格勒區，造成1死8傷。烏克蘭軍方表示，午夜至凌晨期間俄羅斯軍隊使用S-300導彈對哈爾科夫的民用基礎設施進行6次襲擊，至少造成2名平民受傷。烏克蘭空軍表示，俄羅斯向第聶伯羅彼得羅夫斯克州發射7架無人機，其中5架被擊落。烏克蘭基輔市軍事管理局表示，烏克蘭大部分地區發出導彈威脅警告，其中基輔郊區的防空系統正在運作中活躍。其後，空軍報告，一組導彈從哈爾科夫州飛向第聶伯羅彼得羅夫斯克州方向。
烏克蘭武裝部隊總參謀部表示，自全面入侵以來，俄羅斯在烏克蘭損失337,220名士兵，過去一天俄羅斯部隊有990人傷亡，累計損失5,626輛坦克、10,508輛裝甲戰車、10,591輛汽車和油箱、8,057個火炮系統和6,136架無人機等。另外，總參謀部表示，俄羅斯軍隊沒有減少前線的活動，雙方過去一天發生89場戰鬥衝突，俄軍總共發動3次導彈襲擊，57次空襲以及47次多管火箭系統襲擊，其中在頓涅茨克州阿夫迪伊夫卡前線、巴赫穆特前綫和馬林卡前綫分別擊退俄軍30次、24次和14次襲擊。此外，總參謀部晚上表示，在24小時內，俄羅斯試圖對烏克蘭6條戰線發動77次襲擊，其中頓涅茨克州阿夫迪伊夫卡前線記錄的襲擊數量最多。烏克蘭駐紥在阿夫迪伊夫卡前線的第47旅發言人表示，俄羅斯繼續試圖佔領阿夫迪伊夫卡焦炭和化學工廠，利用一小群步兵攻擊，並配合大量無人機。
烏克蘭總統澤連斯基在最高統帥參謀部定期會議上表示，國家的主要任務是防止俄羅斯軍隊在冬季採取主動行動。烏克蘭駐歐洲安全與合作組織大使表示，俄羅斯俘虜近500名烏克蘭醫務人員，違反《日內瓦公約》規定，嚴禁對醫療人員作出攻擊，必須予以尊重與保護。
烏克蘭敖德薩州檢察官辦公室和烏克蘭國家安全局表示，逮捕一名涉嫌協助俄羅斯進行間諜活動的敖德薩人，於10月被遠端招募，負責拍攝烏克蘭部隊的位置，以及敖德薩的國防和能源基礎設施和襲擊後的情況，以便糾正襲擊，更準確擊中目標，俄方承諾向男子支付每月5500美元，以及若敖德薩被俄軍佔領後，出任統一俄羅斯黨地方分支負責人，但最終只收到1300美元。被捕期間，發現該名男子擁有大量燃燒瓶，供稱計劃用燃燒瓶襲擊敖德薩的大規模平民集會。檢察官對被告控以恐怖襲擊和叛國罪。
非牟利智庫「戰爭研究所」表示，俄羅斯軍隊在阿夫迪伊夫卡附近進行進攻行動，並佔領阿夫迪伊夫卡的汙水處理廠。
愛沙尼亞國防軍情報中心表示，儘管俄軍損失重大，但俄羅斯將在未來幾周內加強對烏克蘭的進攻，雖然現時前線沒有重大變化，但俄羅斯對烏克蘭的敵對行動強度本週增加四分之一，從直接步兵攻擊轉向遠端射擊。
德國政府宣布，向烏克蘭移交新一批軍事援助，其中包括11架偵察無人機、6輛邊境保護車輛、10萬個急救包、33架自動榴彈發射器和額外的155毫米炮彈。
保加利亞議會重新通過早前遭總統否決的協議，協議內容是向烏克蘭供應裝甲運兵車。
國際奧林匹克委員會宣布，經奧林匹克峰會商討後決定，俄羅斯和白俄羅斯運動員將被允許作為具有「嚴格資格條件」的個人中立運動員參加2024年巴黎奧運。根據條件，俄羅斯和白俄羅斯運動員將不能以團隊方式參加，不能展示任何旗幟或任何與兩國官方身份相關的內容，不允許公開支持戰爭的運動員或支援人員參加，任何曾服役或隸屬於俄羅斯或白俄羅斯軍事組織的運動員亦不可以參加。直到目前為止，國際奧委會表示，只有8名俄羅斯籍運動員和3名白俄羅斯籍運動員人獲得參賽資格。烏克蘭青年和體育部長表示，國際奧林匹克委員會的決定極為不負責任，並敦促國際奧委會摘下針對侵略國的「玫瑰色眼鏡」。愛沙尼亞和立陶宛外交部長批評國際奧林匹克委員會的決定，違背奧運會應該代表的一切。
烏克蘭政府據報即將向澳洲當局提出正式請求，以獲取41架澳洲退役的F/A-18戰鬥機。

## 12月9日
烏克蘭總檢察長辦公室和赫爾松州軍事管理局表示俄羅斯軍隊使用無人機向赫爾松州貝里斯拉夫鎮投擲爆炸裝置，至少造成1名平民死亡，1名平民受傷。另外，總檢察長辦公室表示，俄罗斯對哈爾科夫州库皮扬斯克發動导弹袭击，至少造成2名平民死亡，俄軍亦炮擊附近的波多利，至少造成1名平民受傷。烏克蘭第聶伯羅彼得羅夫斯克州州長表示，防空系統擊落一枚俄羅斯導彈，碎片破壞當地一家企業，沒有傷亡報告。另外，州長表示，俄羅斯發射2架無人機襲擊尼科波爾，損壞一個基礎設施在內的多棟建築，沒有傷亡報告。
烏克蘭武裝部隊總參謀部表示，自全面入侵以來，俄羅斯在烏克蘭損失338,120名士兵，過去一天俄羅斯部隊有900人傷亡，累計損失5,632輛坦克、10,519輛裝甲戰車、10,598輛汽車和油箱、8,058個火炮系統和6,136架無人機等。另外，總參謀部表示，雙方過去一天發生95場戰鬥衝突，俄軍總共發動28次導彈襲擊，27次空襲以及59次多管火箭系統襲擊，其中在頓涅茨克州阿夫迪伊夫卡前線和馬林卡前綫，分別擊退俄軍35次和24次。
烏克蘭總統澤倫斯基啟程前往阿根廷，出席新總統就職典禮，途中經停佛得角，並於阿米爾卡·加布拉爾國際機場與佛得角總理烏利塞斯·科雷亞·席爾瓦會面，是兩國建交以來，兩國領導人首次會面，其中佛得角總理在會談中重申對烏克蘭的支持。
烏克蘭外交部表示，譴責俄羅斯在俄佔地區舉行總統選舉的計劃，較早前俄羅斯宣布被佔領的克里米亞，頓涅茨克、盧甘斯克、扎波羅熱和赫爾松的部分地區將被列入2024年3月15日至17日舉行的俄羅斯選舉選區當中。

## 12月10日
烏克蘭赫爾松州州長表示，俄羅斯軍隊在過去一天內炮擊赫爾松州71次，至少造成1名平民死亡，4名平民受傷。烏克蘭哈爾科夫州長表示，俄羅斯軍隊在過去一天內多次對哈爾科夫州發動攻擊，至少造成2名平民死亡、2名平民受傷。
烏克蘭武裝部隊總參謀部表示，自全面入侵以來，俄羅斯在烏克蘭損失338,820名士兵，過去一天俄羅斯部隊有700人傷亡，累計損失5,636輛坦克、10,529輛裝甲戰車、10,623輛汽車和油箱、8,064個火炮系統、919個多管火箭發射系統、605個防空系統、324架飛機、324架直升機、6,136架無人機、22艘船隻和1艘潛艇。烏克蘭軍方塔夫里亞作戰戰略小組指揮官表示，俄羅斯軍隊在東南部進行的攻擊行動減少，但再次加強空襲，在小組行動區殺死300多名俄羅斯士兵，摧毀3輛俄軍步兵車和2個燃料庫。
非牟利智庫「戰爭研究所」表示，烏克蘭軍隊正在赫爾松州第聶伯河左岸繼續採取地面行動，並在克里恩基附近保持陣地並繼續與俄軍作戰。
烏克蘭能源部表示，截至10日，烏克蘭9個州的455個定居點因天氣或俄軍襲擊而停電，其中頓涅茨克州前線121個定居點沒有電力供應，赫爾松州因俄羅斯襲擊而導致45個定居點停電。
英國國防部表示，俄羅斯7日對基輔和烏克蘭中部的導彈襲擊，可能是冬季攻擊的開始，旨在破壞能源基礎設施，俄羅斯軍隊可能在7日使用Tu-95飛機發射Kh-101空射巡航導彈，是自9月21日以來首次使用此款導彈，俄羅斯幾乎肯定表示一直囤積有關導彈，用於冬季攻擊。
烏克蘭總統澤連斯基抵達阿根廷首都布宜諾斯艾利斯，出席阿根廷新任總統米萊的就職典禮，並與米萊、巴拉圭、烏拉圭和厄瓜多尔領導人舉行雙邊會議。

## 12月11日
烏克蘭當局表示，截至11日上午9時，俄羅斯在過去24小時內，一共襲擊11個州，包括第聶伯羅彼得羅夫斯克州、哈爾科夫州、盧甘斯克州、扎波羅熱州、蘇梅州、基輔州、切爾尼戈夫州、敖德薩州、尼古拉耶夫州、赫爾松州和頓涅茨克州，至少造成6名平民受傷。烏克蘭基輔市軍事局局長表示，凌晨4點左右，俄羅斯軍隊對該地發動導彈襲擊，碎片落在達爾尼齊亞和戈洛西伊夫區，至少造成4名平民受傷。烏克蘭空軍則表示，截至上午6時，防空部隊摧毀8枚彈道導彈及18架無人機。赫爾松州檢察官辦公室表示，俄羅斯對赫爾松市和市郊地區發動襲擊，至少造成1名平民死亡，3名平民受傷。烏克蘭東方空軍司令部表示，防空部隊在第聶伯羅彼得羅夫斯克州 克里維里赫上空擊落1枚Kh-59巡航導彈。
烏克蘭武裝部隊總參謀部表示，自全面入侵以來，俄羅斯在烏克蘭損失339,850名士兵，過去一天俄羅斯部隊有1,030人傷亡，累計損失5,655輛坦克、10,560輛裝甲戰車、10,636輛汽車和油箱、8,070個火炮系統和6,154架無人機等。烏克蘭地面部隊指揮官亞歷山大·瑟爾斯基表示，俄羅斯正試圖佔領哈爾科夫州辛基夫卡，希望為封鎖附近的庫皮安斯克「鋪平道路」。
俄羅斯聯邦安全局表示，過去一年在俄佔克里米亞發現一個「烏克蘭情報機構網路」，並在俄佔克里米亞半島拘留18名「烏克蘭特工」。
英國和挪威政府宣布，成立新海上能力聯盟，支援烏克蘭海軍和協助基輔採購兩艘桑顿级猎雷舰。 
乌克兰总统澤連斯基对美国进行正式工作访问，会见美国国防部长奥斯汀和美军参谋长联席会议主席布朗。

## 12月12日
烏克蘭空軍表示，俄羅斯軍隊發射15架無人機。截至上午6時，防空部隊擊落其中9架及2枚Kh-59導彈。烏克蘭南方司令部表示，俄羅斯軍隊晚上對敖德薩發動無人機襲擊，防空系統持續運作2個多小時，至少造成2名平民受傷。
烏克蘭武裝部隊總參謀部表示，自全面入侵以來，俄羅斯在烏克蘭損失340,650名士兵，過去一天俄羅斯部隊有800人傷亡，累計損失5,664輛坦克、10,579輛裝甲戰車、10,650輛汽車和油箱、8,073個火炮系統和6,163架無人機等。烏克蘭總統澤倫斯基發表影片表示，烏克蘭第24機械化旅奪回頓涅茨克州霍爾利夫卡附近一個礦渣堆，佔領俄軍在該處的陣地。
俄羅斯國防部表示，防空系統清晨在俄羅斯西部別爾哥羅德州上空，擊落1枚OTR-21「圓點」戰術彈道導彈。
烏克蘭最大銀行之一「Monobank」和烏克蘭最大電信公司「基輔之星」分別表示，遭遇「大規模」駭客攻擊，懷疑由俄羅斯發動，導致廣泛的網路中斷。烏克蘭軍事情報局表示，烏克蘭網路部隊成功入侵俄羅斯稅務系統的數千台伺服器，並在摧毀稅務資料庫前，提取敏感資訊。
烏克蘭總統澤連斯基分別到訪美國白宮和參議院，與總統拜登和參議員會面，期間在參議院發表講話。拜登亦在會面期間，宣布向烏克蘭提供新一批2億美元援助，並表示美國將盡其所能，繼續向烏克蘭供應關鍵武器和裝置。澤倫斯基則表示，烏克蘭不會為了和平而割讓領土。
烏克蘭國家安全與國防事務委員會秘書表示，烏克蘭的反攻希望沒有實現，但並不意味著基輔最終不會取得勝利，面對密集的俄羅斯防禦網路，烏克蘭軍隊只解放頓涅茨克和扎波羅熱州的14個村落。
美國財政部和國務院宣佈，對250多個個人和實體實施新的制裁，以應對俄羅斯入侵烏克蘭，其中包括150多個供應俄羅斯軍工基地的個人和實體。
英國「路透社」援引一份解密的美國情報報告報道，自全面入侵開始以來，俄羅斯在烏克蘭損失31萬5千名士兵，佔2022年2月全面入侵前，部署在烏克蘭周邊軍事人員的近90%。

## 12月13日
烏克蘭當局表示，截至13日上午9時，俄羅斯在過去24小時內，一共襲擊12個州，包括第聶伯羅彼得羅夫斯克州、哈爾科夫州、盧甘斯克州、扎波羅熱州、蘇梅州、基輔州、赫梅利尼茨基州、切爾尼戈夫州、敖德薩州、尼古拉耶夫州、赫爾松州和頓涅茨克州，至少造成1名平民死亡，63名平民受傷。烏克蘭空軍表示，截至上午6時，防空部隊擊落俄羅斯從俄佔克里米亞發射的10架無人機和10枚彈道導彈，幾乎所有無人機都在敖德薩州上空被擊落。烏克蘭基輔市長表示，凌晨俄羅斯發射多枚導彈襲擊該市第聶伯羅夫斯基區，至少造成53名平民受傷，其中包括4名兒童，一棟高層建築和一些私人住宅在襲擊中受損。基輔市軍事管理局局長表示，所有空中目標都被防空部隊擊落。烏克蘭第聶伯羅夫斯克州州長表，俄羅斯使用大炮和無人機襲擊尼科波爾，至少造成1名平民受傷。
烏克蘭武裝部隊總參謀部表示，自全面入侵以來，俄羅斯在烏克蘭損失341,500名士兵，過去一天俄羅斯部隊有850人傷亡，累計損失5,682輛坦克、10,594輛裝甲戰車、10,662輛汽車和油箱、8,076個火炮系統和6,173架無人機等。
烏克蘭總統澤倫斯基表示，烏克蘭將就俄羅斯凌晨對基輔等地的導彈和無人機襲擊作出「迴應」，並指俄羅斯再次證明自己是一個令人髮指的國家，在夜間和冬季發射導彈，襲擊住宅區、幼兒園和能源設施。另外，澤連斯基轉扺挪威進行訪問，會面挪威總理，期間挪威總理宣布，向烏克蘭提供新一輪援助計劃，包括防空裝置、人道主義援助和增加彈藥生產。澤連斯基亦會見丹麥總理，期間丹麥總理宣布，將提交價值約11億美元的新援助計劃，其中包括坦克、彈藥、無人機等。
俄罗斯内务部將乌克兰军事情报局局长列入通緝名單。

## 12月14日
烏克蘭空軍表示，俄羅斯軍隊從克里米亞及克拉斯諾達爾邊疆區發射42架無人機，而大部分目標為敖德薩。截至上午7時，防空部隊擊落其中41架無人機和10枚彈道導彈，幾乎所有無人機都在敖德薩州上空被擊落，對敖德薩州的空襲，至少造成11名平民受傷，包括3名兒童。烏克蘭空軍表示，俄羅斯向烏克蘭發射幾枚遠程導彈，截至下午4點，赫梅利尼茨基州和基輔聽到爆炸聲。烏克蘭南方司令部表示，俄羅斯軍隊使用1枚疑似S-300彈道導彈襲擊赫爾松州，至少造成1名平民死亡。
烏克蘭武裝部隊總參謀部表示，自全面入侵以來，俄羅斯在烏克蘭損失342,800名士兵，過去一天俄羅斯部隊有1300人傷亡，累計損失5,692輛坦克、10,616輛裝甲戰車、10,675輛汽車和油箱、8,088個火炮系統和6,206架無人機等。
俄羅斯國防部表示，防空部隊在莫斯科州和卡盧加州上空擊落9架烏克蘭無人機。
英國國防部表示，俄羅斯新成立的第104近衛空降師在赫爾松州克伦基附近首次作戰時「可能」遭受特別重大損失，近幾個月來，烏克蘭軍隊登陸第聶伯河東岸，空降編隊試圖在克伦基附近驅趕烏克蘭軍隊，但遭受特別重大損失。
俄羅斯總統普京召開年度大型記者會時表示，只要莫斯科在對烏克蘭的「特別軍事行動」中，實現基輔去納粹化、非軍事化及投降目標，俄烏兩國才能談判並迎來和平，又嘲諷烏軍宣稱要大舉反攻，卻未見任何成果，甚至損失747輛坦克及2,300多輛裝甲車。普京還表示，由于乌克兰境內已有617,000名俄罗斯士兵正在作战，因此没有必要再次动员。
乌克兰总统泽连斯基首次访问美國歐洲司令部總部所在的德國斯圖加特帕奇軍營。
烏克蘭國家安全局表示，1名頓涅茨克居民因自願為俄羅斯部隊作戰而被指控叛國，曾參加俄羅斯對馬裡烏波爾和沃爾諾瓦哈的行動，獲俄羅斯授予戰鬥功績勳章，於2023年11月在梅利託波爾方向遭烏軍俘虜。
罗马尼亚國防部表示，在靠近烏克蘭的地區發現一架俄罗斯无人机的残骸，很有可能是在13號晚上發射。
烏克蘭非政府組織「基輔國際社會學研究所」公佈一項民意調查顯示，四分之三的烏克蘭人反對以任何領土讓步，換取與俄羅斯的和平。
歐洲理事會主席米歇爾宣佈，歐洲理事會已同意與烏克蘭和摩爾多瓦展開入盟談判。另外，歐洲理事會宣布，歐盟國家已同意對俄羅斯實施第12輪制裁，包括禁止進口俄羅斯鑽石。德國政府宣佈，已將新一批援助，包括愛國者防空系統及彈藥等移交烏克蘭。

## 12月15日
烏克蘭空軍表示，俄羅斯軍隊從克拉斯諾達爾邊疆區南部的濱海-阿赫塔爾斯克發射14架無人機，截至上午7時，防空部隊在米科拉伊夫、赫爾松、赫梅利尼茨基和波爾塔瓦州上空擊落全部無人機。烏克蘭赫爾松州州長表示，赫爾松市第聶伯羅夫斯基市轄區遭到俄軍炮擊，至少造成2名平民受傷。烏克蘭第聶伯羅彼得羅夫斯克州州長表示，俄羅斯炮擊尼科波爾，至少造成2名平民受傷。
烏克蘭武裝部隊總參謀部表示，自全面入侵以來，俄羅斯在烏克蘭損失343,890名士兵，過去一天俄羅斯部隊有1,090人傷亡，累計損失5,706輛坦克、10,654輛裝甲戰車、10,699輛汽車和油箱、8,099個火炮系統和6,226架無人機等。烏克蘭武裝部隊聯合力量行動指揮官表示，過去兩週內，俄羅斯破壞分子7次試圖進入烏克蘭領土，其中5次被烏克蘭軍隊當場抓獲。
俄羅斯國防部表示，克里米亞發生多起爆炸，防空系統在半島上空擊落6架烏克蘭無人機。俄羅斯庫爾斯克州地方官員表示，防空系統在該州上空擊落4架烏克蘭無人機。
烏克蘭國家警察表示，一名地區議員在外喀爾巴阡州當地政府大樓內的房間引爆至少2枚手榴彈，至少造成1人死亡，26人受傷，其中6人情況嚴重。警方表示，正在循潛在恐怖襲擊方向進行調查，未有表示是否與俄羅斯有關。
烏克蘭軍事情報局發言人表示，俄羅斯在烏克蘭部署約45萬名士兵，而不是俄羅斯總統普京早前聲稱的61萬7千名。
立陶宛國防部宣佈，第一批豹2坦克已在立陶宛維修，並將送回烏克蘭前線，其中2輛維修豹2坦克已進行測試，預計將於下個月送回烏克蘭。另外，國防部宣佈，已向烏克蘭提供新一批軍事援助，包括數百萬發子彈和數千枚短程反坦克射彈。
英國對俄罗斯国家技术集团的子公司诺维科姆银行實施制裁。

## 12月16日
烏克蘭空軍警告，俄羅斯無人機從南部飛往基輔。烏克蘭基輔市長表示，基輔波迪爾地區遭到俄羅斯無人機襲擊，防空系統已投入運作，警告居民留在防空洞。基輔市軍事管理局局長表示，俄羅斯發動自12月初以來對基輔的第6次空襲，防空系統擊落所有來襲無人機，沒有造成人員傷亡或重大損失。烏克蘭赫爾松州州長表示，俄羅斯軍隊凌晨襲擊赫爾松市，至少造成3名平民受傷。烏克蘭空軍表示，俄羅斯從克里米亞、布良斯克州和庫爾斯克州發射31架無人機，其中30架無人機，分別在烏克蘭11個州，包括基輔、赫爾松、波爾塔瓦、切爾卡西和赫梅利尼茨基州等上空被擊落。第聶伯羅彼得羅夫斯克州州長表示，俄羅斯對尼科波爾發動炮擊和無人機襲擊，至少造成3名平民受傷。
烏克蘭武裝部隊總參謀部表示，自全面入侵以來，俄羅斯在烏克蘭損失344,820名士兵，過去一天俄羅斯部隊有930人傷亡，累計損失5,720輛坦克、10,667輛裝甲戰車、10,710輛汽車和油箱、8,100個火炮系統和6,238架無人機等。
俄佔赫爾松政府表示，俄佔赫爾松新馬亞奇卡遭到烏克蘭HIMARS导弹袭击，至少造成2名平民死亡。
烏克蘭總統澤連斯基表示，俄羅斯在過去一週發射112架無人機，烏克蘭軍隊擊落其中104架，隨著冬季的到來，俄羅斯開始加緊對烏克蘭城市和基礎設施的攻擊，與莫斯科去年使用的戰略相呼應，但今年並不成功。烏克蘭陸軍公共關係部門負責人表示，俄羅斯正在加緊努力奪取哈爾科夫州庫皮揚斯克，並將攻擊營預備部隊轉移到該地區，以彌補重大損失。
烏克蘭國會人權監察專員表示，3名烏克蘭兒童根據「帶孩子回來」計劃，從俄羅斯和俄佔赫爾松地區返回烏克蘭。

## 12月17日
烏克蘭赫爾松地區總檢察長辦公室表示，俄羅斯對赫爾松市發動炮擊，至少造成1名平民死亡，6名平民受傷。烏克蘭總檢察長辦公室表示，俄羅斯軍隊炮擊蘇梅州邊境，至少造成1名平民死亡。
烏克蘭武裝部隊總參謀部表示，自全面入侵以來，俄羅斯在烏克蘭損失346,070名士兵，過去一天俄羅斯部隊有1,250人傷亡，累計損失5,739輛坦克、10,692輛裝甲戰車、10,766輛汽車和油箱、8,137個火炮系統和6,278架無人機等。總參謀部表示，排雷部隊在過去一週分別在哈爾科夫州、赫爾松州和尼古拉耶夫州發現及消除928枚地雷。烏克蘭軍事情報局表示，親烏反普京俄羅斯武裝組織炮擊與烏克蘭接壤的俄羅斯別爾哥羅德州崔布雷諾，摧毀俄羅斯軍隊一個排的據點。烏克蘭空軍指揮官表示，俄羅斯防空部隊擊落一架屬於俄軍的蘇-25戰機，沒有交代位置。
俄羅斯國防部表示，凌晨在利佩茨克州、羅斯托夫州及伏爾加格勒州擊落33架無人機。
烏克蘭媒體引述烏軍匿名消息報道，俄羅斯羅斯托夫州莫羅佐夫斯克一所空軍基地被無人機襲擊，襲擊由烏克蘭軍方策劃。
俄羅斯總統普京回應美國總統拜登所指，若普京在烏克蘭中取得勝利，美軍可能需要與俄軍作戰，普京則否認有攻擊任何北約國家的計劃，直指完全是無稽之談，俄羅斯沒有理由或興趣與北約國家作戰。但普京表示，新加入北約的芬蘭「現在會遇到問題」，承諾俄羅斯將在與芬蘭接壤的邊境建立一個「列寧格勒軍區」，並集結部隊。
烏克蘭國家抵抗中心表示，在俄佔赫爾松州巡邏的俄羅斯特種部隊和軍事人員數量有所增加，俄羅斯佔領軍正在整個地區加強「反破壞」行動，恐嚇向烏克蘭軍方傳遞資訊的居民，並試圖尋找衛星電話發射點。

## 12月18日
烏克蘭赫爾松州州長表示，俄羅斯對赫爾松發動炮擊，至少造成1名平民死亡。
烏克蘭武裝部隊總參謀部表示，自全面入侵以來，俄羅斯在烏克蘭損失347,160名士兵，過去一天俄羅斯部隊有1,090人傷亡，累計損失5,783輛坦克、10,752輛裝甲戰車、10,822輛汽車和油箱、8,175個火炮系統和6,290架無人機等。
烏克蘭國家安全局表示，拘留一名烏克蘭公民，涉嫌為俄羅斯聯邦安全局進行間諜行動，以幫助俄羅斯對扎波羅熱市發動襲擊，至少造成5名平民死亡。
俄羅斯獨立媒體Mediazona與BBC新聞俄語根據公共來源，包括訃告、親屬、地區媒體和地方當局的報道，證實自2022年2月俄羅斯全面入侵烏克蘭以來，喪生的39,424名俄羅斯士兵名字，並明確表示，實際數字可能更高。
美國國防部首席財務官去信美國國會國防委員會表示，除非國會透過額外資金，否則國防部將在12月30日耗盡提供給烏克蘭的資金、武器和裝置。
瑞典國防部宣佈，瑞典和丹麥國防部長簽署一份備忘錄，共同向烏克蘭捐贈更多瑞典製造的CV90裝甲戰鬥車。
欧盟宣布，对俄罗斯实施的第12轮制裁将于2024年1月1日生效，制裁內容包括俄羅斯鑽石。
乌克兰准将奧歷山大·塔爾納夫斯基表示，由於彈藥短缺，乌克兰軍隊的進攻速度已經放緩。

## 12月19日
烏克蘭空軍表示，俄羅斯從克拉斯諾達爾邊疆區的濱海-阿赫塔爾斯克發射2架無人機，全部在赫梅利尼茨基州上空被擊落。烏克蘭赫爾松州長表示，俄羅斯對赫爾松市發動無人機襲擊，至少造成4名平民受傷，包括3名兒童。烏克蘭蘇梅州地區軍事人員表示，俄羅斯分別炮擊埃斯曼和克拉斯諾皮利亞，合共至少造成2名平民受傷。
烏克蘭武裝部隊總參謀部表示，自全面入侵以來，俄羅斯在烏克蘭損失348,300名士兵，過去一天俄羅斯部隊有1,140人傷亡，累計損失5,798輛坦克、10,771輛裝甲戰車、10,842輛汽車和油箱、8,190個火炮系統和6,299架無人機等。
俄羅斯莫斯科市長表示，首都附近的防空系統擊落1架無人機。俄羅斯媒體報道，3架無人機在卡盧加州上空被擊落，1架在布良斯克州上空被擊落。俄罗斯国防部长绍伊古表示，自特别军事行动开始以来，乌军已有38万多人伤亡。
烏克蘭總統澤連斯基在基輔舉行年度記者會，並回應本地和外國傳媒提問表示，烏克蘭在今年的各項目標和任務都已完成，但目前無法預知俄烏戰爭在2024年是否會結束，與俄羅斯談判在目前來說，不是具有緊迫意義的問題，又表明在2024年烏克蘭將生產100萬架無人機，開發155毫米口徑炮彈，讓前線部隊使用，並公布已收到軍方領導層提議動員45萬至50萬人的請求，以補充軍隊，抵禦俄羅斯的入侵，但強調需要更多論點支持這項請求，涉及公平、防禦能力和資金等問題，亦向記者表示，計劃減少政府支出，以便為動員工作提供足夠資金。
烏克蘭總統澤連斯基亦在年度記者會上表示，隨著烏克蘭繼續加強前線防禦，在哈爾科夫州東北部已經建立強大的防禦工事，烏克蘭政府已經成立工作組，以協調所有部門、州政府和軍隊彷效有關防禦工事建設。有記者提及，早前傳出澤連斯基與武裝部隊總司令扎盧日內關係緊張，澤連斯基反問記者為何要協助製作故事，亦否認傳聞表明兩人是工作關係，烏克蘭的軍事行動十分複雜，涉及軍方領導層集體投入，目前戰略清晰，期望在戰場上會有十分具體的成果。另外，澤連斯基表示，烏克蘭今年冬天將收到新一批愛國者防空系統，但沒有透露數量。最後，澤連斯基表示，烏克蘭奪回所有領土的戰略目標沒有改變，但可能會根據今年的結果調整戰術。
聯合國人權事務高級專員表示，已證據證明自全面入侵開始以來，俄羅斯軍隊在俄佔地區處決142名烏克蘭平民，又表明實際數字可能更高，指出聯合國團隊在烏克蘭持續監測到嚴重違反國際人權法、國際人道主義法等戰爭罪，特別是俄羅斯軍隊。
烏克蘭首都基輔鮑里斯波爾國際機場管理機構表示，1架烏克蘭客機從機場起飛，前往歐洲進行技術轉機，是自全面入侵開始以來，烏克蘭領空一直處於關閉的狀態下，從鮑里斯波爾出發的第4架民用飛機，機上沒有乘客或貨物。
烏克蘭國家安全局表示，一名烏克蘭男子涉嫌替俄羅斯招募特工及建立情報網，以了解烏軍在南部的活動，被一家烏克蘭法院判處15年監禁。
德国采購了价值约4亿美元的炮彈，這些炮彈將提供給乌克兰。

## 12月20日
烏克蘭赫爾松州州長表示，俄羅斯過去一天對赫爾松州發動82次襲擊，其中赫爾松市遭到36次炮擊，全州共至少造成16名平民受傷，其中包括4名兒童。烏克蘭第聶伯羅彼得羅夫斯克州州長表示，俄羅斯對尼科波爾發動無人機和炮擊，至少造成2名平民受傷。
烏克蘭武裝部隊總參謀部表示，自全面入侵以來，俄羅斯在烏克蘭損失349,190名士兵，過去一天俄羅斯部隊有890人傷亡，累計損失5,814輛坦克、10,794輛裝甲戰車、10,871輛汽車和油箱、8,206個火炮系統、928個多管火箭發射系統、611個防空系統、324架飛機、324架直升機、6,316架無人機、22艘船隻和1艘潛艇。另外，總參謀部表示，俄羅斯軍隊正在使用來自北韓的劣質砲彈，這些砲彈往往有缺陷，有時會損壞大砲和迫擊砲的砲管，甚至卡彈自爆，造成士兵死傷，有關情況曾發生在米哈伊爾·特普林斯基上將指揮的俄軍第聶伯羅集團在烏克蘭南部的作戰中。烏克蘭軍方還表示，過去兩個月，俄羅斯軍隊在阿夫迪伊夫卡地區推進了1.5-2公里，不過代價是造成俄方2萬人傷亡以及損失600輛坦克和裝甲車。
俄羅斯總統新聞秘書佩斯科夫表示，目前與烏克蘭的和平談判沒有先決條件，但亦沒有理由與烏克蘭進行談判。
烏克蘭傳媒報道，烏克蘭駭客組織「Blackjack」懷疑在烏克蘭國家安全局的支持下，對俄羅斯自來水公司「Rosvodokanal」發動網路攻擊，獲取了1.5TB的資料並刪除了另外6TB的資料。

## 12月21日
烏克蘭空軍表示，俄羅斯從俄佔克里米亞、克拉斯諾達爾邊疆區和庫爾斯克州發射35架無人機，防空部隊擊落其中34架。第聶伯羅彼得羅夫斯克州州長表示，俄羅斯炮擊尼科波尔，至少造成2名平民死亡，1名平民受傷。烏克蘭內政部長表示，俄羅斯多次使用導彈襲擊頓涅茨克州託列茨克，至少造成3名平民死亡，5名平民受傷。
烏克蘭武裝部隊總參謀部表示，自全面入侵以來，俄羅斯在烏克蘭損失350,270名士兵，過去一天俄羅斯部隊有1,080人傷亡，累計損失5,828輛坦克、10,828輛裝甲戰車、10,919輛汽車和油箱、8,226個火炮系統、932個多管火箭發射系統和6,342架無人機等。烏克蘭空軍發言人表示，自2022年2月全面戰爭開始以來，俄羅斯已經向烏克蘭發射7400枚導彈，約有1600枚被摧毀。
烏克蘭國防部長烏梅羅夫接受德國媒體採訪時表示，烏克蘭將招募移居國外的烏克蘭人，並可能制裁沒有出現在招募辦公室的人。
烏克蘭總檢察長辦公室表示，4名烏克蘭人涉嫌加入俄羅斯軍隊，遭烏克蘭俘虜後，被發現曾向烏克蘭軍隊開槍，被判犯叛國罪和參與恐怖組織罪，判處12年至15年監禁。
歐盟委員會主席馮德萊恩宣佈，歐盟已經向烏克蘭提供 2023年的最後一批16億美元巨集觀財政援助，幫助烏克蘭支付基本公共服務費用，保持巨集觀經濟穩定，並恢復被俄羅斯襲擊摧毀的關鍵基礎設施。德國外交部宣佈，將向烏克蘭提供額外9,400萬美元的援助，以幫助烏克蘭度過冬天，並抵禦俄羅斯對關鍵基礎設施的襲擊。芬蘭國防部宣佈，芬蘭將提供價值1.16億美元的軍事援助，出於業務原因和安全交付，細節不會公開，但計劃已經考慮到烏克蘭的需求和芬蘭武裝部隊的資源狀況。
匈牙利總理奧爾班在布達佩斯舉行的年度新聞發布會上表示，「俄羅斯入侵烏克蘭」不是一場戰爭，反而使用俄羅斯的說法「軍事行動」，指出兩國之間沒有宣戰，當俄羅斯宣戰時，就會有戰爭。

## 12月22日
烏克蘭空軍表示，俄羅斯從庫爾斯克州、克拉斯諾達爾邊疆區和俄佔克里米亞發射28架無人機襲擊烏克蘭，防空部隊在基輔、敖德薩、尼古拉耶夫、赫爾松、日託米爾、裡夫涅和赫梅利尼茨基地區擊落24架無人機。烏克蘭首都基輔市官員表示，俄羅斯無人機凌晨襲擊基輔，碎片導致索洛米安斯基一棟住宅樓著火，至少造成2名平民受傷。烏克蘭赫爾松州州長表示，過去一天敵軍發動117次攻擊，其中向赫爾松市發射65發砲彈，至少造成1名平民死亡、2名平民受傷。烏克蘭頓涅茨克地區檢察官辦公室表示，俄羅斯對頓涅茨克州多個定居點發動襲擊，至少造成1名平民死亡，6名平民受傷。烏克蘭南方司令部表示，下午6時15分起，敖德薩州防空部隊擊落7架無人機。
烏克蘭武裝部隊總參謀部表示，自全面入侵以來，俄羅斯在烏克蘭損失351,350名士兵，過去一天俄羅斯部隊有1,080人傷亡，累計損失5,837輛坦克、10,843輛裝甲戰車、10,944輛汽車和油箱、8,250個火炮系統、932個多管火箭發射系統和6,365架無人機等。烏克蘭空軍指揮官表示，烏克蘭在南部前線擊落3架俄羅斯Su-34戰鬥轟炸機。
俄羅斯國防部表示，防空系統在莫斯科州上空擊落1架無人機，在卡盧加州上空擊落3架無人機和在布良斯克州上空擊落4架無人機。
烏克蘭能源部表示，由於惡劣天氣條件和俄羅斯對能源基礎設施的襲擊，烏克蘭13個州的電力供應受到影響，影響近10萬人的電力供應。烏克蘭赫爾松州州長表示，俄佔赫爾松州1名烏克蘭男童懷疑在街上拍攝，遭俄軍士兵拘捕並帶回家中，並在其家人面前開槍殺害該名男童。赫爾松州總檢察長辦公室表示，正在與地區警方協調對該事件進行調查。烏克蘭戰俘待遇協調總部表示，在國際紅十字委員會、烏克蘭國家安全局、內政部、武裝部隊和緊急服務部門的協調下，66名陣亡烏克蘭士兵的屍體被送回烏克蘭。烏克蘭國家安全局表示，國防部一名高級官員因涉嫌參與在炮彈合同中貪污4000萬美元被拘留。
美國《華爾街日報》援引西方情報和前俄羅斯情報官員消息報道，俄羅斯聯邦安全會議秘書和前俄羅斯聯邦安全局局長尼古拉·帕特魯舍夫下令暗殺僱傭兵組織瓦格納集團領導人普里戈任，總統普京知情，但沒有反對。
荷蘭首相呂特與烏克蘭總統澤連斯基通電話後，宣布荷蘭政府將向烏克蘭交付首批F-16AM/BM戰鬥機，共有18架。德國政府宣佈，德國已向烏克蘭交付額外軍事援助，包括坦克彈藥、排雷裝置和高射炮。
俄羅斯遠東城市哈巴罗夫斯克一家法院表示，两名俄罗斯公民涉嫌向与乌克兰有关的基金捐款，被控告「资助乌克兰武装部队」，分别判处八年和七年监禁。
美国总统乔·拜登签署一项行政命令，加强美国对在乌克兰战争中帮助俄罗斯国防工业的金融机构的制裁。该命令還允许美国财政部制裁中国、土耳其、阿拉伯联合酋长国和其他可能帮助俄罗斯逃避制裁的国家的银行。
愛沙尼亞內政部長表示，如果烏克蘭要求，愛沙尼亞準備幫助動員在愛沙尼亞的烏克蘭公民，並計劃正式通知烏克蘭當局，該國準備好簽署必要的協議，以便在需要時啟動該程序。

## 12月23日
烏克蘭空軍發言人表示，俄羅斯在俄佔克里米亞發射彈道導彈襲擊烏克蘭中部基洛夫格勒州克羅皮夫尼茨基，導彈沒有到達預定目標。第聶伯羅彼得羅夫斯克州州長則表示，1枚俄羅斯導彈在第聶伯羅彼得羅夫斯克州附近被擊落。另外，州長表示，俄羅斯軍隊使用大炮和無人機襲擊尼科波爾，至少造成1名平民受傷。烏克蘭赫爾松州州長表示，俄羅斯使用無人機襲擊斯坦尼斯拉夫，至少造成1名平民死亡。赫爾松市軍事管理局負責人表示，俄羅斯軍隊傍晚發動大規模襲擊，赫爾松多處發生火災。烏克蘭總檢察長辦公室表示，俄羅斯軍隊襲擊頓涅茨克州庫拉霍韋，至少造成5名平民受傷。
烏克蘭武裝部隊總參謀部表示，自全面入侵以來，俄羅斯在烏克蘭損失352,390名士兵，過去一天俄羅斯部隊有1,040人傷亡，累計損失5,854輛坦克、10,871輛裝甲戰車、10,995輛汽車和油箱、8,286個火炮系統、932個多管火箭發射系統和6,384架無人機等。
烏克蘭國防部長烏梅羅夫表示，國防部正在考慮以線上方式，向國內外的烏克蘭人傳送軍事傳票，以徵召更多人入伍。
非政府組織「戰爭研究所」表示，有證據表明俄罗斯军队对位於赫爾松州克伦基的乌克兰军队使用化学武器。
乌克兰宣布对俄罗斯51名个人和134个实体实施制裁。

## 12月24日
烏克蘭空軍表示，俄羅斯從俄羅斯克拉斯諾達爾邊疆發射15架無人機，其中14架分別在尼古拉耶夫、基洛夫格勒、扎波羅熱、第聶伯羅彼得羅夫斯克和赫梅利尼茨基州上空被擊落。 赫爾松州州長表示，俄羅斯過去一天先後襲擊赫爾松州88次，共至少造成4名平民死亡，9名平民受傷。哈爾科夫州州長表示，俄羅斯軍隊凌晨對庫皮安斯克附近村落發動襲擊，至少造成2名平民受傷。烏克蘭總檢察長辦公室表示，俄羅斯軍隊使用制導炸彈分別襲擊頓涅茨克州前線2條村莊，至少造成3名平民受傷。
烏克蘭武裝部隊總參謀部表示，自全面入侵以來，俄羅斯在烏克蘭損失353,190名士兵，過去一天俄羅斯部隊有800人傷亡，累計損失5,858輛坦克、10,888輛裝甲戰車、11,022輛汽車和油箱、8,314個火炮系統、932個多管火箭發射系統和6,404架無人機等。總參謀部下午6時表示，烏克蘭軍隊與俄羅斯軍隊發生48次衝突，烏方在24日擊退俄軍在前線發動的幾十次襲擊，其中在阿夫迪伊夫卡地區擊退俄軍25次襲擊，在赫爾松州第聶伯河東岸地區擊退23次襲擊，亦擊退俄羅斯對庫皮揚斯克、巴赫穆特、馬林卡和扎波羅熱軸線的24次襲擊。
烏克蘭早前訂定法律，放棄與俄羅斯東正教一同在1月7日慶祝聖誕節的傳統後，改在12月25日慶祝的聖誕節，總統澤連斯基首次在12月24日平安夜發布聖誕節致辭時表示，所有烏克蘭人都在同一天，作為一個大家庭，一個民族和一個統一國家，一起慶祝聖誕節。
烏克蘭國防部長烏梅羅夫表示，關於動員應徵入伍法案將在未來幾天交由烏克蘭議會審議，法案將改變烏克蘭的動員方式，以確保社會不將徵兵視為「懲罰」。
烏克蘭蘇梅州政府表示，由於靠近俄羅斯邊境和不斷遭到襲擊，蘇梅州北部19個村莊所有居民需要疏散撤離。
烏克蘭非政府組織「拯救烏克蘭」負責人表示，組織成功將3名烏克蘭兒童從俄佔地區救出。

## 12月25日
烏克蘭空軍表示，俄羅斯發射31架無人機和2枚導彈，防空部隊分別在敖德薩、赫爾松、米科拉伊夫、頓涅茨克、基洛夫赫拉德和赫梅利尼茨基州擊落28架無人機，其中在敖德薩州擊落17架。赫爾松州州長表示，俄羅斯在過去24小時內對赫爾松州發動71次襲擊，至少造成1名平民死亡，3名平民受傷。頓涅茨克州代理州長表示，俄羅斯在過去24小時內對赫爾松州發動多次襲擊，至少造成2名平民受傷。烏克蘭東部作戰司令部表示，烏克蘭軍隊下午在第聶伯羅彼得羅夫斯克州克里維里赫上空擊落1枚俄羅斯Kh-59巡航導彈。
烏克蘭武裝部隊總參謀部表示，自全面入侵以來，俄羅斯在烏克蘭損失353,950名士兵，過去一天俄羅斯部隊有780人傷亡，累計損失5,877輛坦克、10,919輛裝甲戰車、11,075輛汽車和油箱、8,347個火炮系統、934個多管火箭發射系統和6,436架無人機等。
俄羅斯總統普京在聖彼得堡出席三艘新軍艦的入列升旗儀式，包括護衛艦，小型導彈艦和掃雷艦，儀式結束後，普京聽取俄羅斯國防部長紹伊古匯報在烏克蘭進行的「特別軍事行動」。紹伊古表示，俄軍經過積極攻擊行動後，完全解放頓涅茨克地區馬林卡鎮。普京表示，俄軍突破馬林卡後，有機會進入更廣闊作戰空間。 烏克蘭軍方塔夫里亞作戰戰略小組指揮官表示，俄羅斯軍隊完成佔領頓涅茨克州馬林卡的描述是完全「不正確」，形容城市被「完全摧毀」，但控制地區的戰鬥仍在進行中。
烏克蘭空軍表示，對俄佔克里米亞黑海港口城鎮費奧多西亞俄軍基地發動襲擊，摧毀俄軍大型登陸艦新切爾卡斯克號，該艦懷疑載有俄軍經常使用的伊朗製無人機。俄羅斯國防部則證實，大型登陸艦新切爾卡斯克號遭飛彈擊中，造成1人死亡，2人受傷，港口被封鎖，克里米亞大橋交通暫停，六栋建筑受损。其後，俄軍官員表示烏克蘭方面使用蘇-24戰鬥轟炸機發動本次襲擊，防空系統已經擊落2架蘇-24戰鬥轟炸機，烏克蘭方面沒有回應。
烏克蘭首次在12月25日慶祝聖誕節，2023年7月烏克蘭修法，改在12月25日慶祝聖誕節，而非與俄羅斯同步的東正教儒略曆1月7日，以便在文化層面上持續遠離俄羅斯。
烏克蘭紅十字會緊急應對小組負責人表示，俄羅斯軍隊在5天內襲擊赫爾松的三個人道主義援助中心。

## 12月26日
烏克蘭空軍表示，午夜至凌晨期間，俄羅斯針對烏克蘭南部發射19架無人機，防空部隊擊落13架。烏克蘭哈爾科夫州地區警方表示，俄羅斯軍隊在過去一天襲擊哈爾科夫州15個不同地點，至於造成1名平民死亡，至少1名平民受傷。烏克蘭赫爾松州州長表示，俄羅斯軍隊向赫爾松州開火，至少造成1名平民死亡。烏克蘭東部空軍司令部表示，烏克蘭空軍於第聶伯羅彼得羅夫斯克州擊落2枚俄羅斯Kh-59制空導彈。烏克蘭內政部長表示，俄羅斯軍隊晚上襲擊赫爾松一個火車站，當時火車站擠滿因俄羅斯炮擊而等候疏散的約140多名平民，至少造成1名平民死亡，4名平民受傷。
烏克蘭武裝部隊總參謀部表示，自全面入侵以來，俄羅斯在烏克蘭損失354,960名士兵，過去一天俄羅斯部隊有1,010人傷亡，累計損失5,899輛坦克、10,956輛裝甲戰車、11,109輛汽車和油箱、8,366個火炮系統、934個多管火箭發射系統和6,458架無人機等。
俄羅斯羅斯托夫州州長表示，防空部隊在羅斯托夫州上空擊落1架無人機。
中華民國經濟部宣佈，擴大對俄羅斯和白俄羅斯的制裁範圍，包括更多可以製成武器的高科技商品，如半導體和某些化學品。

## 12月27日
烏克蘭當局表示，截至27日上午9時，俄羅斯在過去24小時內，一共襲擊12個州，包括第聶伯羅彼得羅夫斯克州、哈爾科夫州、盧甘斯克州、扎波羅熱州、蘇梅州、文尼察州、赫梅利尼茨基州、切爾尼戈夫州、敖德薩州、尼古拉耶夫州、赫爾松州和頓涅茨克州，至少造成1名平民死亡，63名平民受傷。烏克蘭空軍表示，午夜至凌晨期間，俄羅斯從俄佔克里米亞巴拉克拉瓦和俄羅斯克拉斯諾達爾邊疆區濱海-阿赫塔爾斯克，向烏克蘭發射46架無人機，主要針對赫爾松州等地，防空部隊擊落32架，其中在第聶伯羅彼得羅夫斯克州擊落13架無人機。烏克蘭敖德薩州州長表示，俄羅斯一夜的無人機襲擊，至少造成2名平民死亡，3名平民受傷，其中包括一名17歲的青少年。
烏克蘭武裝部隊總參謀部表示，自全面入侵以來，俄羅斯在烏克蘭損失355,750名士兵，過去一天俄羅斯部隊有790人傷亡，累計損失5,913輛坦克、10,973輛裝甲戰車、11,140輛汽車和油箱、8,376個火炮系統、934個多管火箭發射系統和6,471架無人機等。總參謀部表示，自2023年2月全面入侵以來，烏克蘭記錄465起俄羅斯使用含有有毒化學品的彈藥的案件，俄羅斯軍隊亦正增加在烏克蘭使用化學武器，單單在12月已經記錄81起案件。烏克蘭軍方塔夫里亞作戰戰略小組指揮官表示，俄羅斯軍隊繼續襲擊頓涅茨克州阿瓦迪卡，但正試圖繞過這座城市。
非牟利智庫「戰爭研究所」表示，烏克蘭無人機錄影顯示，俄羅斯士兵在扎波羅熱州西部羅博坦附近再次處決烏克蘭戰俘，影片於27日釋出，俄羅斯士兵在羅博坦以東俘虜3名烏克蘭士兵並將他們射殺，其中1名俄羅斯士兵再次近距離對1名已經死亡的烏克蘭士兵開槍。
烏克蘭赫爾松州州長表示，俄羅斯26日炮擊赫爾松，嚴重破壞該市的能源基礎設施，使70%的居民沒有電力供應。烏克蘭國家奧林匹克委員會主席表示，自俄羅斯全面入侵烏克蘭以來，已有400多名烏克蘭運動員喪生，約500個體育設施被損壞或摧毀。烏克蘭國家緊急服務局表示，自2022年2月俄羅斯全面入侵以來，已有277人被俄羅斯地雷和其他爆炸裝置炸死，其中包括14名兒童。
烏克蘭國會人權專員德米特里·魯比涅茨表示，因俄羅斯並無釋放戰俘的意願，從8月7日已沒有交換任何戰俘，而全面交換戰俘更無可能發生。他解釋，俄羅斯想向戰俘親屬傳播烏克蘭無意交換戰俘的假象，藉此製造烏克蘭民衆與政府間的矛盾。魯比涅茨亦證實有俄軍士兵以烏克蘭戰俘作為人盾，迫使其步入前綫地雷陣。
烏克蘭總檢察長辦公室表示，俄佔頓涅茨克非法行政當局負責人傑尼斯·普希林，涉嫌破壞烏克蘭領土完整和與俄羅斯合作被認定有罪，判處15年監禁，並沒收財產。
烏克蘭資訊科技軍指揮官米哈伊洛·費多羅夫表示，其志願者成功癱瘓1C-Rarus。該系統為俄羅斯最大的ERP系統之一。
美國國務院宣佈，向烏克蘭提供2.5億美元軍事援助計劃，其中包括向烏克蘭提供武器和裝備，此批資金將耗盡美國國會所批准的剩餘資金，美國政府需待國會批准更多資金計劃。

## 12月28日
烏克蘭赫爾松州州長表示，過去一天俄羅斯軍隊對赫爾松州發動80次襲擊，發射400多枚射彈。至少造成1名平民死亡，6名平民受傷。赫爾松州軍事管理局表示，位於赫爾松東北約160公里的佐洛塔巴爾卡，遭俄軍擊中超過10次，至少造成1名平民受傷。頓涅茨克州代理州長表示，俄羅斯襲擊阿夫迪伊夫卡和佩雷茲內，共至少造成2名平民受傷。烏克蘭南方司令部表示，一艘懸掛巴拿馬旗的民用貨船在黑海撞中俄羅斯水雷，至少導致2名水手受傷。哈爾科夫州州長表示，俄羅斯軍隊上午襲擊沃夫昌斯克，至少造成1名平民死亡，1名平民受傷。另外，州長表示，俄羅斯軍隊於當地時間上午11點左右對庫皮揚斯克以南約20公里的赫盧什基夫卡發動空襲，至少造成3名平民受傷。蘇梅州政府表示，俄軍持續炮擊八個邊境村鎮，導致埃斯曼鎮1名婦女受傷。
烏克蘭武裝部隊總參謀部表示，自全面入侵以來，俄羅斯在烏克蘭損失356,670名士兵，過去一天俄羅斯部隊有920人傷亡，累計損失5,940輛坦克、11,015輛裝甲戰車、11,180輛汽車和油箱、8,391個火炮系統、935個多管火箭發射系統和6,503架無人機等。
烏克蘭總檢察長辦公室表示，證實網上流傳俄羅斯士兵在扎波羅熱州西部羅博坦以東俘虜3名烏克蘭士兵並將他們射殺，其中1名俄羅斯士兵再次近距離對1名已經死亡的烏克蘭士兵開槍的影片屬實，並認為俄羅斯第76空降師可能參與處決，並補充第76空降師曾在烏克蘭，特別是在基輔州犯下戰爭罪。
烏克蘭總統澤連斯基與教宗方濟各通電話，討論烏克蘭和平方案，並指逾80個國家已參與其中。
俄羅斯外長拉夫羅夫表示，俄羅斯準備實現特別軍事行動所有目標，包括烏克蘭去軍事化，指出西方國家正改變在烏克蘭問題上的策略，指個別國家建議莫斯科與基輔和談，是因為美國及其盟友無法打敗在烏克蘭的俄軍，關於烏克蘭總統澤連斯基，近日曾與七國集團及主要的發展中國家舉行秘密會議，討論和平方案。拉夫羅夫批評方案要求俄羅斯退至1991年的邊界，即交出克里米亞及頓巴斯地區，是病態妄想，重申俄羅斯會實現特別軍事行動所有目標。
俄羅斯安全會議副主席，前總統梅徳韋傑夫表示，2024年俄羅斯將繼續進行特別行動，其目標仍然是解除烏克蘭軍隊的武裝，並使烏克蘭現政府放棄新納粹主義思想。
烏克蘭經濟部長尤利婭·斯維里登科表示，全年國內生產總值於戰爭陰霾下超出預期地錄得近百分之五的增幅。

## 12月29日
烏克蘭空軍表示，午夜至凌晨期間，俄羅斯對烏克蘭發動全面入侵以來最大規模的空襲。俄軍合共向烏克蘭發射36架無人機及122枚導彈，包括90枚Kh-101/Kh-555導彈、8枚Kh-22/Kh-32導彈、14枚S-300/S-400/伊斯坎德爾導彈、5枚「匕首」導彈、4枚反雷達導彈和1枚Kh-59導彈。烏克蘭防空部隊表示，成功擊落27架無人機及87枚Kh-101導彈。內政部和各地政府的公布，截至當地時間翌日下午，此次空襲已在基輔、利沃夫、第聶伯羅、哈爾科夫、敖德薩及扎波羅熱等多州造成約41人死亡、160多人受傷。扎波羅熱州州長表示，扎波羅熱州多個工業設施成為目標，截止翌日襲擊已經至少造成9名平民死亡，約13名平民受傷。利沃夫州州長表示，利沃夫州至少13棟住宅樓和2所學校遭到襲擊，至少造成1名平民死亡，24名平民受傷。基輔市軍事管理局和基輔市長分別表示，在基輔防空部隊擊落30個空中目標，截止翌日襲擊已經至少造成17名平民死亡，約30名平民受傷。第聶伯羅彼得羅夫斯克州州長表示，在第聶伯羅彼得羅夫斯克州多個基礎設施和平民區遭到襲擊，至少造成6名平民死亡，30名平民受傷。另外，州長表示，俄羅斯軍隊下午襲擊尼科波爾，至少造成3名平民受傷。敖德薩州州長表示，在敖德薩州防空部隊擊落10架無人機，至少造成4名平民死亡，約27名平民受傷，其中包括2名幼兒。哈爾科夫州州長表示，哈爾科夫州遭受20次襲擊，損壞包括醫療設施和倉庫在內的建築，至少造成3名平民死亡，13名平民受傷。切爾卡瑟州州長表示，俄羅斯軍隊下午發射，襲擊斯米拉一個居民區，至少造成9名平民受傷，包括1名兒童。
烏克蘭武裝部隊總參謀部表示，自全面入侵以來，俄羅斯在烏克蘭損失357,520名士兵，過去一天俄羅斯部隊有850人傷亡，累計損失5,953輛坦克、11,033輛裝甲戰車、11,215輛汽車和油箱、8,417個火炮系統、938個多管火箭發射系統和6,539架無人機等。
俄羅斯國防部表示，凌晨在庫斯克州上空擊落1架烏軍無人機。另外，國防部表示，烏克蘭軍隊在下午6點左右試圖用無人機襲擊俄羅斯的戰略要地，防空系統在布良斯克州上空擊落1架無人機。
烏克蘭總統澤連斯基向空襲遇難者的家人和朋友表示哀悼，並揚言會反擊。烏克蘭總理什梅加爾表示，俄軍的大規模攻擊主要針對烏克蘭的社會與關鍵基建設施。烏克蘭能源部表示，由於俄羅斯導彈與無人機的攻擊，烏克蘭北部、南部4個地區的居民面臨停電。
烏克蘭總統澤連斯基到訪問烏克蘭第110獨立機械化旅在俄羅斯正試圖包圍的阿夫迪伊夫卡陣地，士兵向澤連斯基簡要介紹戰場上作戰情況和防禦行動的狀況。
烏克蘭國防部長烏梅羅夫與美國國防部長奧斯汀通電話，討論俄羅斯自全面入侵開始以來對烏克蘭的最大規模空襲以及前線的局勢，奧斯汀再次重申，美國和約50個盟國和合作夥伴，對支援烏克蘭打擊俄羅斯侵略的承諾。將保持堅定不移。
英國國防部長在俄羅斯對烏克蘭發動大規模空襲後宣布，將向烏克蘭提供數百枚防空導彈，以補充更早時由英國提供的防空系統。
非牟利智庫「戰爭研究所」表示，俄羅斯與2022年一樣，繼續對烏克蘭進行混合襲擊，包括大規模打擊烏克蘭的能源基礎設施和對居民區進行襲擊，以利用和加劇烏克蘭的社會緊張局勢。
波蘭總統杜達在波蘭軍隊作戰司令部表示，一個身份不明的物體於29日進入波蘭領空，召開國家安全委員會緊急會議商討有關問題。波蘭武裝部隊總參謀長隨後在記者會上表示，在29日凌晨俄羅斯對烏克蘭進行大規模襲擊期間，進入波蘭領空的不明飛行物體可能是俄羅斯導彈。
聯合國安理會會議應烏克蘭和西方國家要求，召開緊急會議，討論俄羅斯對烏克蘭發動全面入侵以來最大規模的空襲，包括美國、法國和英國在內的安理會成員對襲擊表示譴責。俄羅斯駐聯合國大使則表示，俄羅斯「專門針對烏克蘭的軍事基礎設施」發動襲擊，並將平民傷亡歸咎於烏克蘭的防空系統。
烏克蘭駭客組織Cyber Resistance聲稱，截獲俄羅斯黑海艦隊內部電郵，顯示烏克蘭對俄羅斯新切爾卡斯克號登陸艦的襲擊，至少造成74名俄羅斯士兵死亡，27名俄羅斯士兵受傷。

## 12月30日
烏克蘭空軍表示，午夜至凌晨期間，俄羅斯從俄佔克里米亞喬達角，向烏克蘭發射10架無人機，主要針對赫爾松州，防空部隊擊落5架。切爾尼戈夫州州長表示，俄羅斯對切爾尼戈夫州邊境城鎮塞梅涅夫卡發動大約20次襲擊，至少造成1名平民死亡。烏克蘭總檢察長辦公室表示，俄羅斯對頓涅茨克州前線多個城鎮發動導彈襲擊，合共至少造成3名平民死亡，6名平民受傷。赫爾松州州長表示，俄羅斯分別對赫爾松和安東尼夫卡發動襲擊，合共至少造成2名平民死亡。哈爾科夫州地區檢察官辦公室表示，俄羅斯軍隊發射6枚導彈襲擊哈爾科夫市中心，至少造成28名平民受傷，包括2名14歲和16歲的男孩和1名外國記者。第聶伯羅彼得羅夫斯克州州長表示，俄羅斯軍隊分別使用大炮、無人機和巡航導彈襲擊第聶伯羅彼得羅夫斯克州多地，至少造成1名平民受傷。
烏克蘭武裝部隊總參謀部表示，自全面入侵以來，俄羅斯在烏克蘭損失358,270名士兵，過去一天俄羅斯部隊有750人傷亡，累計損失5,969輛坦克、11,053輛裝甲戰車、11,244輛汽車和油箱、8,434個火炮系統、939個多管火箭發射系統、621個防空系統、329架飛機、324架直升機、6,554架無人機、23艘船隻和1艘潛艇。
俄羅斯國防部表示，防空部隊在布良斯克、奧雷爾、庫爾斯克和莫斯科等地區上空擊落32架烏克蘭無人機。布良斯克州長表示，烏克蘭對俄羅斯邊境布良斯克地區2個村莊發動炮擊襲擊，至少造成1名兒童死亡。
俄羅斯國防部指控烏克蘭使用烏克蘭及捷克製造的飛彈對別爾哥羅德發動空襲，導致24人死亡，超過100人受傷。英國媒體引述烏克蘭安全部門消息人士稱，烏克蘭向俄羅斯發射70多架無人機，回應29日的俄軍空襲。烏克蘭媒體及英國媒體引述烏克蘭安全部門消息人士稱，俄羅斯防空系統失誤導致碎片落入民用設施，而烏軍並無針對民用設施。俄羅斯國防部揚言會報復，並宣稱俄軍只有攻擊烏克蘭的軍事設施和為軍隊服務的基礎設施。克里姆林宮發言人瑪麗亞·扎哈羅娃對塔斯社表示，英國、美國及向烏克蘭供應武器的歐盟國家煽動烏克蘭發動此次襲擊，並稱這些國家為「恐怖攻擊」負有責任。

## 12月31日
烏克蘭空軍表示，午夜至凌晨期間，俄羅斯從庫爾斯克州、克拉斯諾達爾邊疆區和俄佔克里米亞向烏克蘭發射49架無人機及6枚S-300導彈，主要針對哈爾科夫州、赫爾松州、尼古拉耶夫州和扎波羅熱州等地。截至早上7點，防空部隊擊落21架無人機。哈爾科夫州地區警察負責人表示，俄羅斯炮擊哈爾科夫州東北部的博羅瓦鎮，至少造成2名平民死亡。赫爾松市軍事管理局負責人表示，俄羅斯對赫爾松發動炮擊，至少造成5名平民受傷。頓涅茨克州地區檢察官辦公室表示，俄羅斯軍隊午夜至凌晨期間，使用S-300導彈襲擊頓涅茨克州塞利多夫，至少造成1名平民死亡，6名平民受傷。另外，地區檢察官辦公室表示，俄羅斯軍隊晚上對頓涅茨克州波克羅夫斯克市發動襲擊，至少造成2名平民受傷，包括1名9歲女童。
烏克蘭武裝部隊總參謀部表示，自全面入侵以來，俄羅斯在烏克蘭損失359,230名士兵，過去一天俄羅斯部隊有960人傷亡，累計損失5,977輛坦克、11,070輛裝甲戰車、11,292輛汽車和油箱、8,464個火炮系統、943個多管火箭發射系統、623個防空系統、329架飛機、324架直升機、6,591架無人機、23艘船隻和1艘潛艇。
俄羅斯總統普京發表新年講話，沒有提到「烏克蘭」或「特別軍事行動」，但向軍人表示敬意，指正在服役的軍人為正義及真相奮鬥，力讚他們是英雄，為他們感到自豪，佩服他們的勇氣。普京亦形容形容2023年是俄羅斯社會高度團結的一年，俄羅斯的命運團結全體俄羅斯社會，已不止一次證明有力解決最困難的問題，而且俄羅斯從不退縮，因為無人可以分裂俄羅斯，並再次呼籲俄羅斯民眾及社會團結，支持及維護俄羅斯國家利益﹑自由﹑安全及價值觀，俄羅斯在捍衛共同利益下團結社會，展示俄羅斯人民的最重要特質，團結一致﹑慈悲及堅韌。
烏克蘭總統澤連斯基發表新年講話，指與俄羅斯的戰爭教識烏克蘭人民堅決抵抗入侵及適應艱苦環境，如斷電﹑工業活動受阻及出口船運威脅，2023年烏克蘭的最大成就是更加強大，2023年初經歷最嚴峻的冬天，烏克蘭人已證明自己面對嚴寒及黑暗後更堅強，不懼怕任何斷電﹑反對﹑阻擋﹑不信任及懷疑。另外，力讚烏軍成功在黑海打擊俄海軍，確認俄軍最大登陸艦及配有導彈的巡航護衛艦已遭擊沉。同時，西方盟友組成新團體，改善烏軍防空實力及尋求援助F-16戰機，揚言烏軍將升空與俄空軍對戰。
烏克蘭軍事情報局發言人表示，俄羅斯國防部聲稱在30日對哈爾科夫的襲擊中殺死烏克蘭情報官員，是「侵略國最新的胡說八道」。烏克蘭空軍發言人表示，自2022年9月以來，俄羅斯已經向烏克蘭發射約3800架伊朗製無人機，其中約3000架遭烏克蘭防空部隊擊落。另外，自5月首次使用以來，愛國者防空系統已經擊落15枚俄羅斯匕首高超音速飛彈。